# إسماعيل خباطو
إسماعيل خباطو (28 سبتمبر 1920 تيزي وزو - 15 سبتمبر 2014 الجزائر العاصمة) لاعب كرة قدم ومدرب. يعتبر عميد المدربين الجزائريين لكرة القدم وأول من درب المنتخب الجزائري سنة 1963.
بدأ مشواره الكروي كلاعب في صفوف نادي مولودية الجزائر أواخر ثلاثينيات القرن الماضي. لعب لعدة فرق مثل أولمبي العناصر ووداد بوفاريك واتحاد البليدة.
انتقل بعد ذلك للتدريب وهو في سن 26. شارك في تربص لتدريب المدربين بريمس الفرنسية، وحصل على المرتبة السادسة من بين 150 مشارك. بعد استقلال الجزائر، درب منتخبها الوطني رفقة قادر فيرود، ثم بمفرده ابتداء من سنة 1964. وخاض مع المنتخب مباراة تاريخية تفوق فيها على منتخب ألمانيا الغربية بهدفين نظيفين، جرت المباراة في 1 يناير 1964 بملعب 20 أوت. أشرف لاحقا على تدريب مولودية الجزائر التي توجت بكأس أفريقيا للأندية البطلة سنة 1976.
بالنسبة للجزائريين وخاصة المهتمين بكرة القدم، فإن إسماعيل خباطو أو «عمي إسماعيل» شخصية بارزة في تاريخ الكرة الجزائرية وأحد صانعي أمجادها.